# 人魚

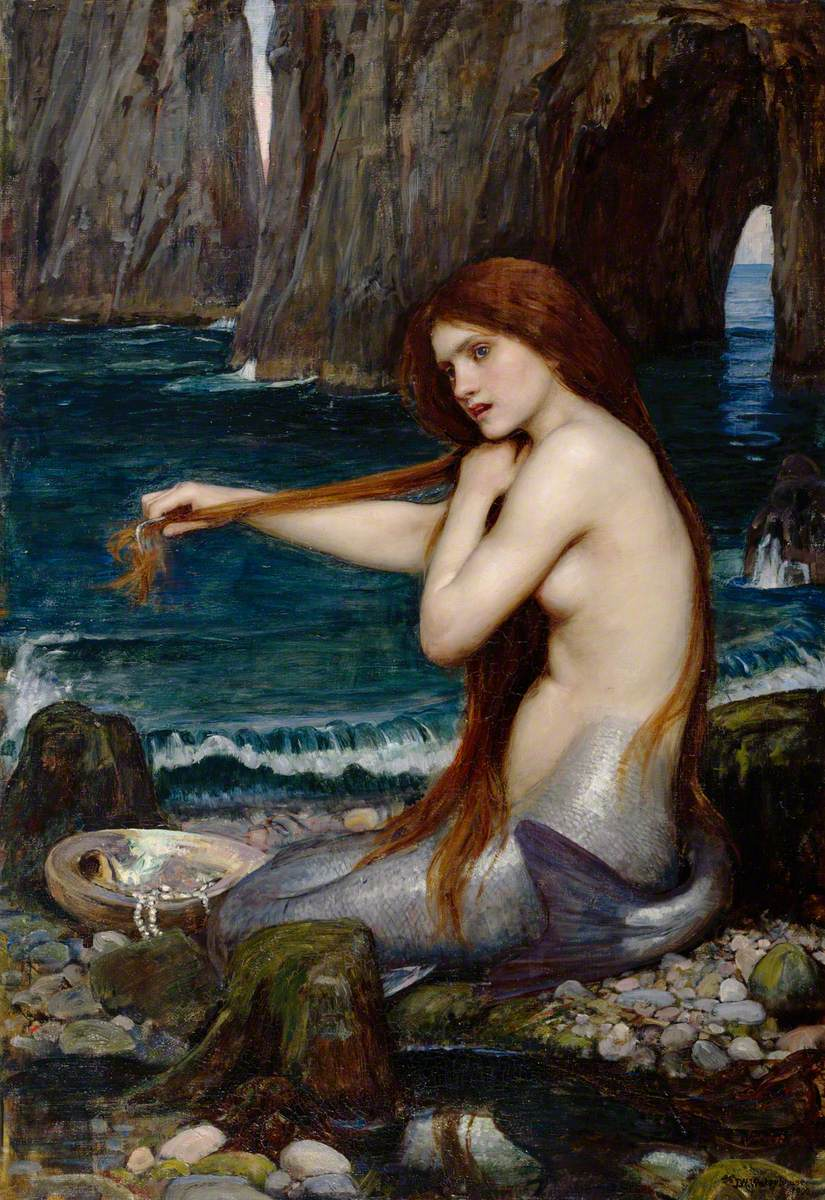
約翰·威廉姆·沃特豪斯《人魚 The Mermaid》（1900年）

人魚，是一種傳說中的水生神秘生物，通常人魚的樣貌是上半身或头部為人，下半身是魚尾，與魚人（水棲人）構造相反。歐洲傳說中的人魚與中國、日本傳說中的人魚在外形上和性質上是迥然不同的，不過中國的氐人族外型與歐洲人魚相近。

## 中國的人魚

### 鲛人
鲛人又稱泉先或泉客，中國最古老的博物誌《山海經‧海內南經》如此記載著：「伯慮國、離耳國、彫題國、北朐國，皆鬱水南。註：離耳，鎪離其耳分令下垂以為飾，即儋耳也，在朱崖海渚中；彫題，黥涅其面，畫體為鱗采，即鮫人也。」其中的鮫人外表是人頭魚身，長著四隻腳的魚，後來傳到了日本，成為人魚最原始的形象。山海經裡還有些描述看起來像是形容山椒魚、大鯢（娃娃魚）、鰻魚、鯰魚之類的水中生物，長得像人形，全身披覆著鱗片，比較接近人和動物的混合體。
在西漢司馬遷所著之《史記卷六‧秦始皇本紀第六》中，有關於「人魚」的記載，其中提到：
「始皇初即位，穿治酈山，及并天下，天下徒送詣七十餘萬人，穿三泉，下銅而致槨，宮觀百官奇器珍怪徙臧滿之。令匠作機弩矢，有所穿近者輒射之。以水銀為百川江河大海，機相灌輸，上具天文，下具地理。以人魚膏為燭，度不滅者久之。」
在《搜神记》与《博物志》里有记载南海鲛人。
在《太平广记》中，也有人魚的記載：“海人鱼，东海有之，大者长五六尺，状如人，眉目、口鼻、手爪、头皆为美丽女子，无不具足。皮肉白如玉，无鳞，有细毛，五色轻软，长一二寸。髮如马尾，长五六尺。阴形与丈夫女子无异，临海鳏寡多取得，养之于池沼。交合之际，与人无异，亦不伤人。”
劉宋時裴駰所著之《史记集解》引述自古對於「人魚」的解釋為：
「徐廣曰：『人魚似鮎，四腳。』正義廣志云：『魚聲如小兒啼，有四足，形如鱧，可以治牛，出伊水。』異物志云：『人魚似人形，長尺餘。不堪食。皮利於鮫魚，鋸材木入。項上有小穿，氣從中出。秦始皇冢中以人魚膏為燭，即此魚也。出東海中，今台州有之。』按：今帝王用漆燈冢中，則火不滅。」
及至清朝，李調元在《南越筆記》怪魚一條中說：「大風雨時，有海怪被髮紅面，乘魚而往來。乘魚者亦魚也，謂之人魚。人魚雄者為海和尚，雌者為海女，能為舶祟。火長有祝云：『毋逢海女，毋見人魚。』人魚之種族有盧亭者，新安大魚山與南亭竹沒老萬山多有之。其長如人，有牝牡，毛髮焦黃而短，眼睛亦黃，面黧黑，尾長寸許，見人則驚怖入水。往往隨波飄至，人以為怪，競逐之。有得其牝者，與之淫，不能言語，惟笑而已。久之，能著衣，食五穀。攜至大魚山，仍沒入水，蓋人魚之無害於人者。人魚長六七尺，體髮牝牡亦人，惟背有短鬛微紅，知其為魚。間出沙汭，能媚人。舶行遇者，必作法禳厭。海和尚多人首鱉身，足差長，無甲，亦怪事也。」

### 氐人族

《古今圖書集成·方輿彙編·邊裔典·第一百七卷》的氐人

氐人族又稱互人，生活在氐人國，為炎帝後裔，外型是人面鱼身，無足。
在《山海经- 海内南经》：“ 氐人国在建木西，其为人人面而鱼身，无足。”，清朝學者郝懿行的《郝懿行集》稱“互人国即《海内南经》氐人国，氐、互二字，盖以形近而讹，以俗氐正作互字也。”。
東晉學者郭璞列出氐人的具體外觀：“﹝ 氐 ﹞音触抵之抵。尽胸以上，人；胸以下，鱼也。”

## 西洋的人魚

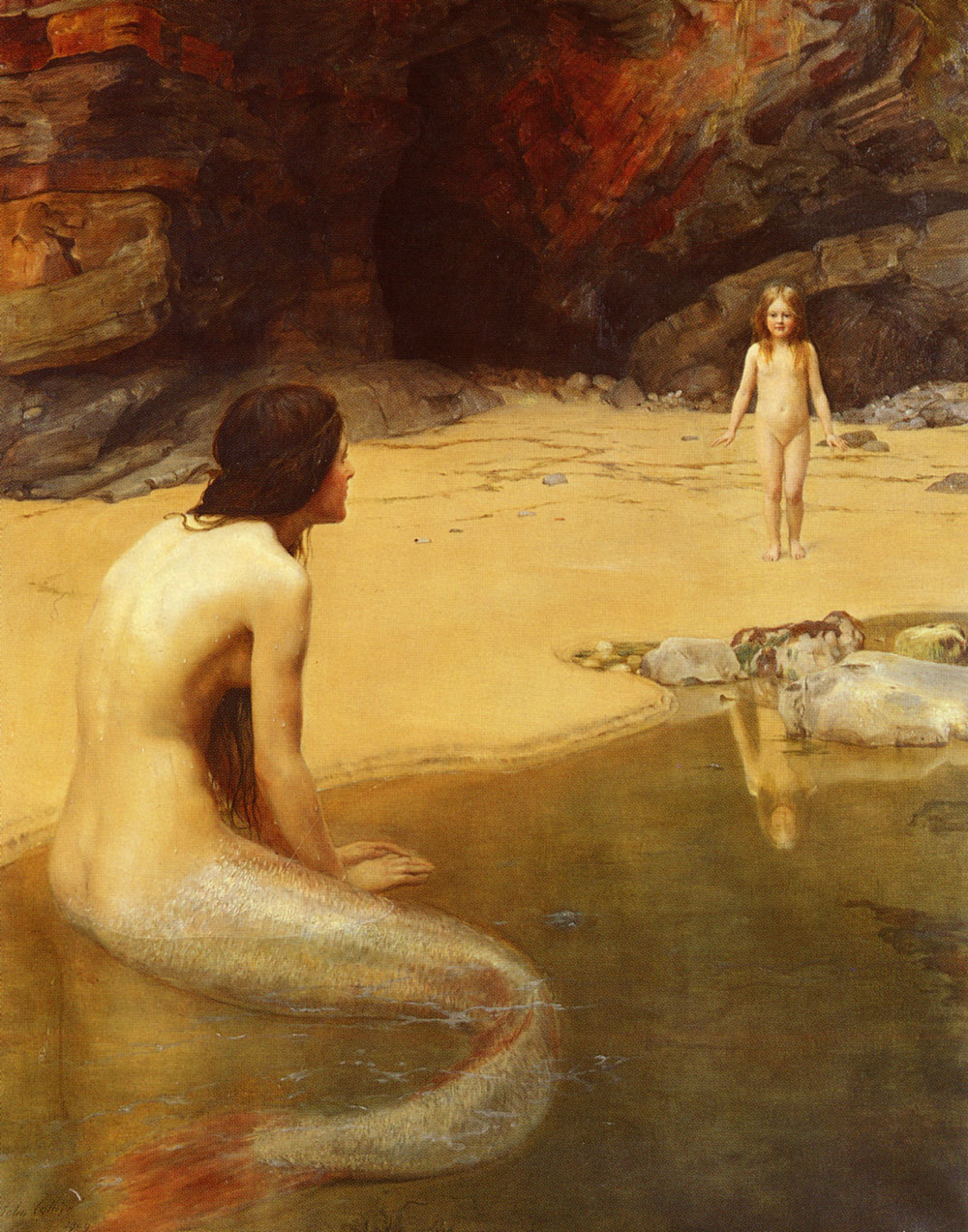
美人魚

丹麥哥本哈根的美人魚雕像

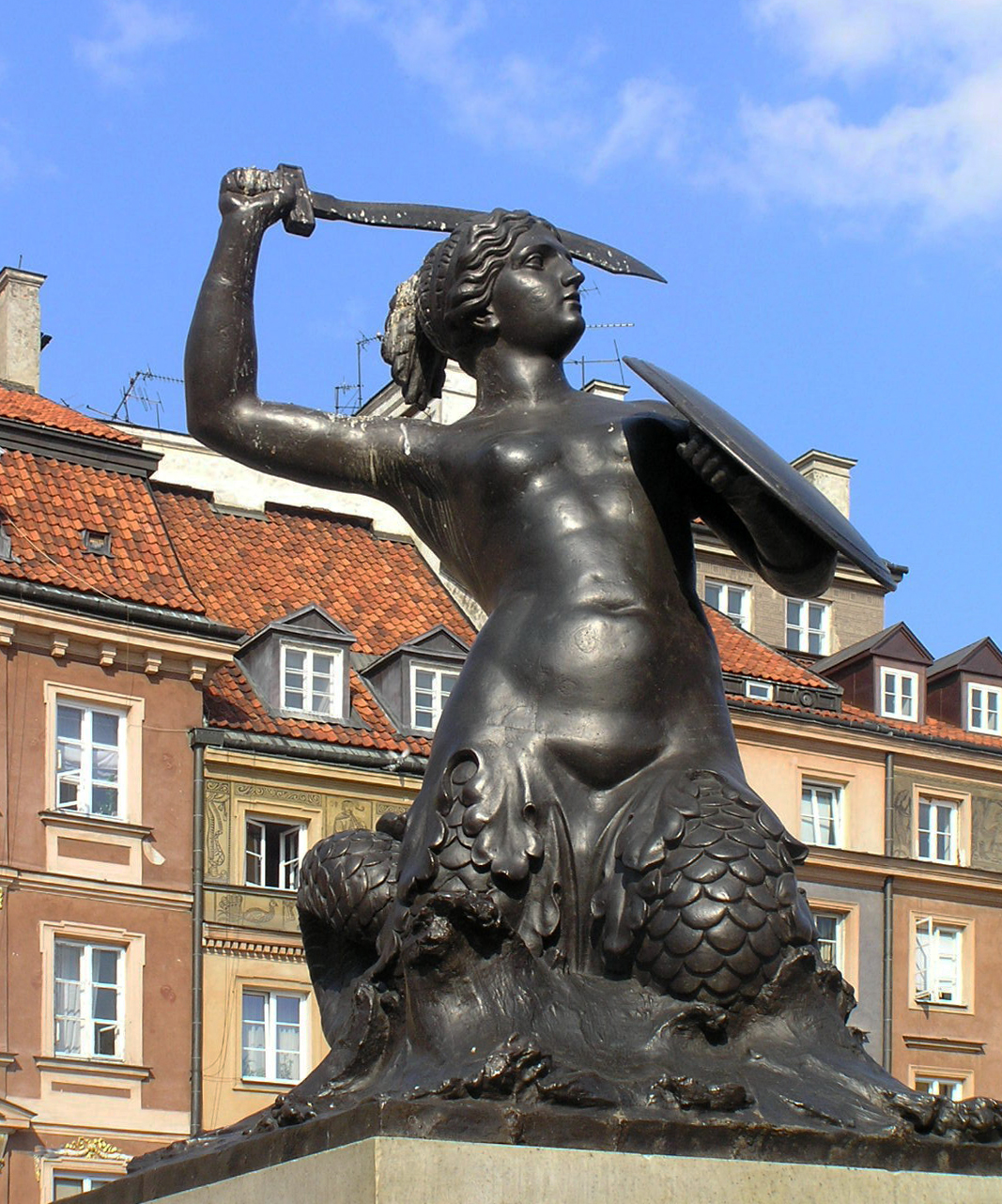
華沙的人魚雕像

西洋的人魚經常會在天色昏暗不明的時候出現在萊茵河畔（如羅蕾萊），用她美麗的外表以及動人的歌聲，迷惑過往的船夫，使其分心而失去方向，最後沉入河底。此外，在人魚為主題的作品當中，以安徒生童話中的《美人魚》最膾炙人口。
西洋傳說、童話中的人魚以上半身是人（多為女性）、下半身是魚的身體為基本的形態。有人認為當時的人們很可能看錯了，把現今生存於海洋的哺乳類動物儒艮和海牛看成了怪物，因此廣為流傳，但這種說法並沒有事實根據。不過在藝術、文學或繪畫上，作為一種隱喻的象徵物。人魚多半用來象徵不幸的事，如安徒生童話中的美人魚。大部分的文學作品當中，人魚的下場都很淒慘，最終都得不到幸福。附帶一提，雖然今天大家所熟悉的人魚雕塑，下半身只有一條尾鰭，但古老的西方繪畫或璧飾上，不少人魚都是兩條尾鰭，也許是因為比較方便畫面的對稱而生。
在波蘭首都華沙，人魚是當地的象徵，人魚同時也是華沙的守護神。從16世紀開始，人魚就出現在華沙的盾徽上，市內也能看見許多與美人魚相關的事物，華沙老城廣場即有一座人魚雕像。
在荷屬台灣，熱蘭遮城附近的水域，不少人都看見人魚現身，來到水道仔細尋找，早已不見蹤影，被視為災厄即將發生之兆。

## 日本的人魚

### 記載
推古天皇二十七年（西元619年），在近滋賀縣的蒲生川被漁夫捕獲，江戶時代也發生過，尤其是寬政十二年（西元1800年），在大阪西堀附近河川釣起的人魚，多數人看過後造成轟動，其身高一米多，發出嬰兒似的哭聲。從這件事來考慮，人魚也是傳說中的幻獸，當時稱為鯪魚或髮魚。就這點而言，日本人的人魚和西洋傳說中的人魚，無論在形狀上和性質上都迥然不同。其外表不見得美麗，不如說是奇形怪狀較多。出現於若狹灣、九州、四國近海，專挑暴風雨迫近時於海邊現形。
十三世紀的《古今著聞集》裡頭，寫道「頭部像猿猴，有著像魚一樣細細的牙齒」。前面提到過的《諸國里人談》記載著「有著人類的頭，胸前有著如雞冠一樣紅色的肉褶，下半身是魚的形狀。《古今奇談莠句冊》另有「頭部有像人臉一般，眉毛眼睛俱全，皮膚很白，頭髮是紅色的，紅鰭之間有手，並且指間有蹼，下半身為魚形」的記載。
此外，在江戶時代末期，西洋的人魚像輸入日本，研究荷蘭的學者大槻玄澤所寫的《六物新志》（1786年）附了人魚的圖片，上半人是人類的模樣，長得如美麗的婦人之姿，下半身是魚的形狀，覆有鱗片和魚尾，人魚在一般人心目中的形象終於在此確立，這本書中也記載了人魚骨，可以入藥，是貴重的珍品。還有傳出有人發現人魚木乃伊，足以見當時的人們已經相信人魚是真實存在的動物。
到了明治時期，身兼植物學與民俗學者的南方熊楠，將「儒艮」以及「海牛」等海洋動物的生態陸續寫成了專著發表，因此普遍認為人魚就是從這些海洋動物為基模幻想出來的動物，但是沖繩地方的人們依然相信人魚真的存在，也有人不敢捕捉「儒艮」，以食用「儒艮」的肉為禁忌，因為他們崇拜人魚，若食用人魚的肉，恐會招來噩運。

### 外形和特徵

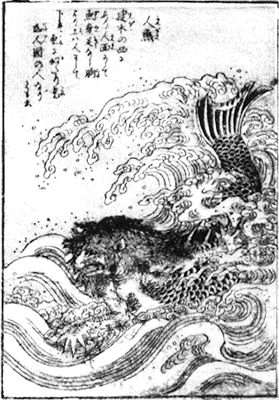
鳥山石燕《今昔百鬼拾遺》中的“人魚”

日本人對於人魚形象的確立，大約是在江戶時代從西方傳來的。主要是依據安徒生童話著名的「人魚公主」故事中的描述，使後人對於人魚的長相有了明確的印象。在此之前，對於人魚的外貌並沒有明確的記載。大致來說，人們相信人魚是住在海裡的一種半人半魚的傳說生物，但是沒有人能斷定究竟看到了什麼。
七世紀完成的《日本書紀》裡，認爲人魚是（像人一樣的異形之物）。

### 八百比丘尼的傳說
根據《古今著聞集》中記載，人魚肉味美且可食用。然而，在若狹國（今福井縣）流傳著很有名的「八百比丘尼」傳說，據說她吃了人魚肉而活到八百歲，此外，在小濱市青井的神明神社，也有自德川幕府時代就開始供奉的八百比丘尼像。
據說在若狹的小濱住著一位叫高橋的男子，某天他捕到一條人魚。傳說中的這部分有許多不同的說法，也有人說高橋是在山上或海上迷路而誤闖異界，回家時帶回人魚肉。雖然高橋帶回了人魚肉，不過身旁的人都不敢吃，只有好奇心重的女兒吃了人魚肉。於是高橋的女兒獲得了千年的壽命，最後有感於世事無常，出家為尼在各國旅行，並將200年壽命藉由仙術授給天皇。據說她晚年回到故鄉若狹，住在草庵裡，此時已活了八百歲，最後在山泉旁邊含笑而終；其徒弟如菱將她葬於泉水邊的大石頭下，追封師傅為八百比丘尼。

### 木乃伊
在日本，已知的人魚木乃伊約有十具，分散在全國各地，一些做為祈求健康長壽的信仰物被供奉在寺院、神社。但是木乃伊否為真的人魚遺體所製作，一直是待解的真相。
2022年，岡山縣淺口市的圓珠院將供奉的人魚木乃伊交由倉敷藝術科學大學與倉敷市立自然史博物館研究，寺院收藏的文件宣稱這具木乃伊原本是元文年間（1736年至1740年）在土佐（今高知縣）海域捕獲的人魚。研究團隊利用X光及電腦斷層等技術檢查內部，並邀請生物學家、民俗學家一同研究。2023年2月7日，倉敷藝術科學大學發表最終研究報告，報告指出圓珠院的這具「人魚木乃伊」既不是真的人魚、也非外界猜想用猴子加上魚的屍體拼裝，純粹是用紙、棉和布，加上魚皮等組合的人造物。再根據放射性碳定年法的檢測，約為西元1800年之後所製作。寺院住持柆田宏善表示「在這個人魚木乃伊上，有製作的人、保存的人，還有將之視為珍物、懷抱祈願的人們，各種不同人們的想法意念寄宿在其中。我想將這個意念傳遞下去，我將繼續守護傳承這個『木乃伊』」。

## 類似人魚的傳說生物
和人魚相似的還有希臘神話中半鳥半人的海妖賽蓮。她總是出現在狂風暴雨的海上，在岸邊唱著淒美動人的歌聲，媚惑往返海上的水手，使他們所駕駛的船不由自主地駛向岸邊的礁石而發生船難。希臘英雄奧德修斯在航經該海域時，接受女巫喀耳刻的建議，讓船員緊緊地塞住耳朵，以避免聽到那惑人的歌聲，但他本人也希望能聽一次歌聲，於是將沒有塞住耳朵的自己緊緊綁在船桅上，以免受到蠱惑而發狂。
日本的民間傳說裡，還有一種類似人魚的妖怪，叫做磯姬，下半身為魚形，很像人魚，臉部卻有很大的不同。口裂開至耳朵，有尖銳的牙，而且頭上長著二支像鹿角的東西，是相當可怕的海妖。藏匿在狂風巨浪的海岸邊，一有人靠近，就乘浪襲擊，將人的身體從頭開始扭轉。磯姬是身長約二十至三十公尺多的妖怪，所以一旦被她盯上的话，無論多麼有力道的男人都招架不住。
在格陵蘭和加拿大北部的因紐特人民間傳說中，有一種全身長滿了毛的毛人魚（Auvekoejak）。

### 陵魚
《山海經》裡有記載陵魚《山海經·海外西經》此諸沃之野……龍魚陵居在其北，狀如狸（鯉）。
這段文字是說某塊肥沃的土地北邊，有一種叫作龍魚的生物，長得像鯉魚。「陵居」就是可以到陸地上生活的意思，表示這種魚是水陸兩棲的。
《山海經·海內北經》陵魚人面，手足，魚身，在海中。
這裡描述陵魚是半人半魚的姿態，具有人的臉和手腳，和希臘神話下半身是魚尾的人魚不同。

## 原型
有科學家主張人魚是古代水手們誤認儒艮而來的幻想生物，理由是儒艮会把半个身子露在水面上，抱着儒艮幼仔进行哺乳。但也有科学家反对这个观点，因为儒艮的叫声并不优美，不符合美人鱼传说中的描述。

## 各種作品中的人魚

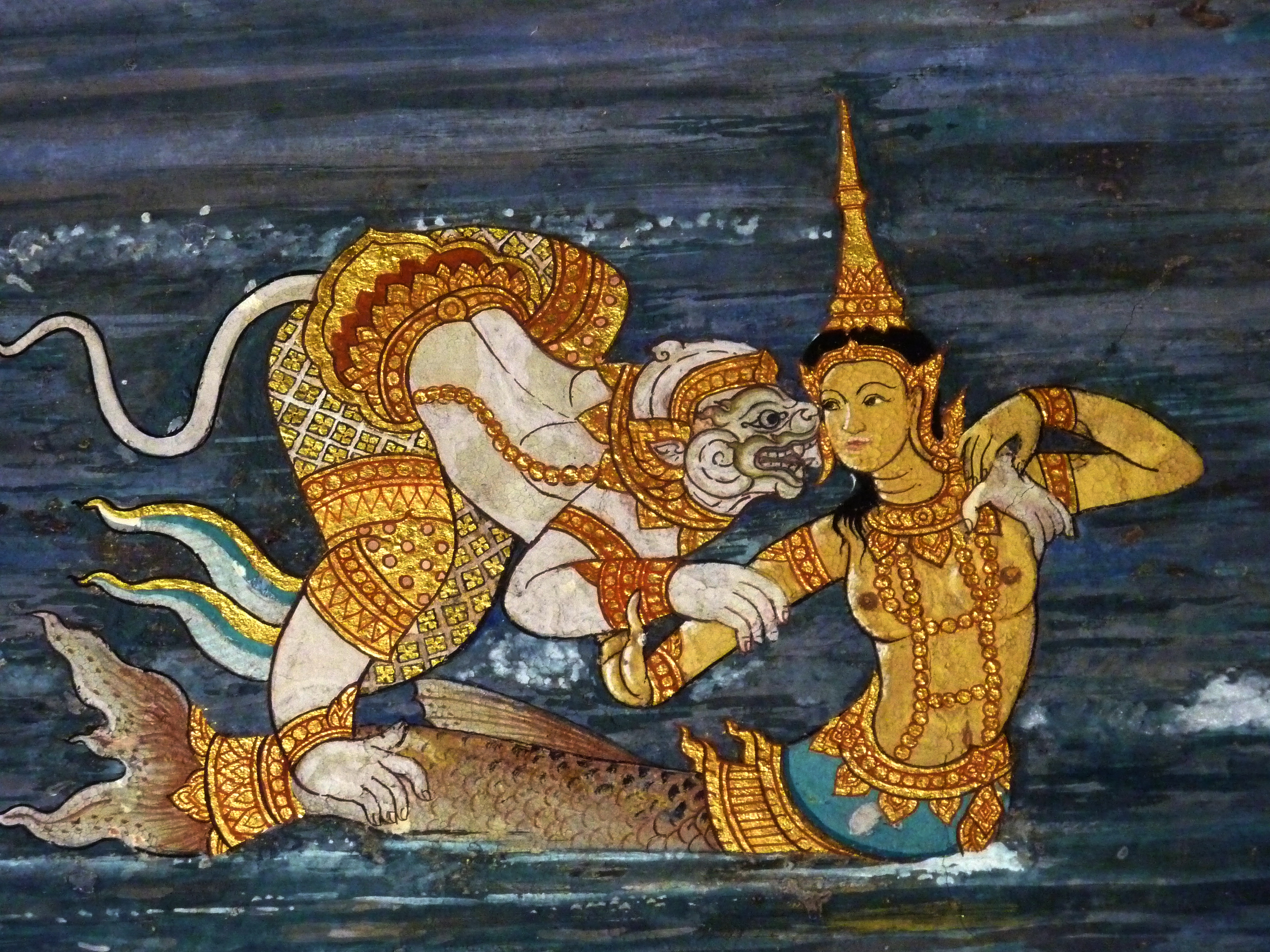
哈奴曼和素攀玛差

### 文學
- 安徒生童话《海的女儿》中的美人鱼形象最为人所熟知，小美人鱼为爱牺牲的故事打动了全世界的读者。1912年，丹麦雕塑家爱德华．埃里克森，根据安徒生童话并加上自己的想象力，用紫铜雕塑了“海姑娘”的塑像，置放在哥本哈根港口海滨公园的沙滩上。至今那半鱼半人的“海姑娘”的雕像成为丹麦的象征和骄傲。
- 曲亭馬琴（1814－1842）所著的長篇歷史奇幻小說《南總里見八犬傳》寫到人魚的油脂很有用，至於什麼樣的用途，書中並沒有清楚的描述，不過當時刊行的古本上還繪有人魚上半身的插圖。
- 谷崎潤一郎的短篇小說《人魚嘆息》
- 卡夫卡的短篇小說《塞壬的沉默》
- JM巴里的奇幻小說《彼得潘》
- 小川未明的童話作品《紅蠟燭與人魚》
- 唐娜．喬．娜波莉的奇幻小說《海妖悲歌》
- 夢枕獏的奇幻小說《陰陽師》中的短篇〈白比丘尼〉
- 《納尼亞傳奇》系列作品
- 岩井俊二的奇幻小说《华莱士人鱼》
- J.K.羅琳的奇幻小說《哈利波特：火盃的考驗》，霍格華茲學院裡的人魚湖有人魚棲息。
- 倪匡的小說衛斯理系列中的《沉船》，提及兩隻人魚的骨骼，使用鰓來呼吸。
- 莎拉·波特的小說《迷聲人魚》系列
- Jennifer Donnelly的小說《Waterfire Saga》系列
- 尾久山ゆうか的輕小說《人魚公主的戀愛與8場災難》
- 《德薩羅人魚》
- 《海居少年 人魚秘境》
- 《魔法師的人魚》
- 《人魚誘拐計劃》
- 夏澤川的輕小說《少女騎士の深海人魚輓歌》
- 琦琦的輕小說《人魚上將的婚事》
- 郭敬明的小說《幻城》
- 《人魚禾美》
- 泰国史诗《拉玛坚》

### 电视剧
- 《天地傳說之魚美人》
- 《追鱼传奇》
- 《剩餘公主》
- 《藍色海洋的傳說》
- 《十二传说》
- 《人魚奇緣》
- 《我家浴缸的二三事》
- 《馭鮫記之與君初相識·恰似故人歸》

### 動畫与漫畫
- 迪士尼公司出品的動畫電影《彼得潘》、《小美人魚》、《小美人魚2：重返大海》、《小美人魚3：回到當初》
- 夢工場的《辛巴達七海傳奇》中引用了海妖賽蓮的傳說
- 《瀨戶的花嫁》敘寫人魚與人類的虛擬黑道校園愛情爆笑故事
- PS2電玩死魂曲及其改編的日本電影《死魂曲》同時引用海妖賽蓮及八百比丘尼的傳說
- 高橋留美子的漫畫單行本《人魚森林》、《人魚傷痕》
- 《真珠美人魚》七海露亞、寶生波音、洞院莉娜、香蓮、諾威爾、可可、沙羅、星羅、七海妮可、芽流、芽流的媽媽
- 《人魚又上鉤》
- 《Keroro軍曹》20集
- 《神奇寶貝》白海狮、美纳斯是人鱼造型的神奇寶貝，虽然不大像一般概念的人鱼。
- 芭比系列电影之《芭比彩虹仙子之人鱼公主》、《芭比之美人鱼历险记》、《芭比之美人鱼历险记2》、《芭比之美人鱼力量》。
- 《爆丸》水屬性的爆丸『塞壬海妖』
- 《崖上的波妞》波妞
- 《鬼太郎》
- 《靈異教師神眉》速魚
- 《咕嚕咕嚕魔法陣》
- 《海賊王》魚人島人魚族，能跟魚說話，代表為該族的人魚公主白星。
- 《恐怖寵物店》
- 《GS美神極樂大作戰》
- 《夏目友人帳》第二季的人魚。
- 《蠟筆小新》漫畫篇裡的人魚王子。
- 久保保久的漫畫《召喚惡魔》中出現的惡魔溫蒂妮以人魚的姿態出現，職司：嫉妒。
- 《多啦A夢》大電影《大雄的人魚大海戰》，《大雄的魔界大冒險》。
- 《LEVEL E》人魚篇的雙股人魚。
- 《逢魔時刻動物園》水族館篇的母鮪魚鐵火真紀，人化時是人魚的姿態。
- 《伯爵與妖精》裡的人魚王。
- 《小紅帽恰恰》裡的瑪琳/瑪妮。
- 《十字架與吸血鬼》的一野瀨珠魚。
- 《FAIRY TAIL》露西的水瓶座星靈阿葵亞是人魚的姿態。
- 《聖石小子》莎里亞，人魚型亞人。
- 《Ben 10》小班的變身『大钢牙』是人鱼形态的外星人，虽然算不上是美人鱼。
- 《名偵探柯南》電視動畫第222-224集〈人魚失蹤記〉
- 《麵包超人》大電影《人魚公主的眼淚》。
- 《六門天外》少年人魚聖歌隊，珍珠人魚公主
- 《家庭教師HITMAN REBORN!》真6弔花，風鈴草/鈴藍（ブルーベル，Bluebell）
- 《魔法老師》大河內晶
- 《元氣少女緣結神》人魚長老羽成（龍和人魚的混血兒）
- 《鬼燈的冷徹》
- 《夏之海的人魚姬》
- 《秀逗魔導士》
- 《魔物娘的同居日常》人魚為一個種族，代表角色為梅洛
- 《我家浴室的現況》若狹
- 《幻獸天使》 魚+幻獸 哈士奇
- 《妖怪手錶》人魚
- 《未曾聽聞海潮之聲》女主角 伊薇特
- 《莉露莉露妖精》片中出現人魚妖精
- 《妖怪旅館營業中》南方前任八葉磯姬（磯男和隱世最後人魚的混血兒）
- 《庫洛魔法使》"水"庫洛牌
- 《Yes! 光之美少女5GoGo!》 第40集
- 《魔物娘的醫生》人魚代表角色為露菈菈·海涅
- 《熱情閃耀！光之美少女》 裡的蘿拉・拉梅爾、人魚女王。
- 《虛構推理》城平京的推理小説，後改編動畫以及漫畫，有提及吃下人魚肉可獲得不死之身。櫻川六花和櫻川九郎在年幼時，家族中流傳利用妖怪之力的迷信，同時吃下妖怪件和人魚的肉，既可以用自己的死來預知（鎖定）未來，也擁有即使受到致命傷害都可以復原的不死之身。

### 歌曲
以「人魚」為主題的歌曲众多，待增加。
- 宇多田光 《人魚》
- 小泉今日子 《沙灘上的摩登人魚》
- 伊能静《人鱼》
- 林俊傑《美人魚》
- 范冰冰《海的女儿》
- 南拳媽媽《人魚的眼淚》
- 徐若瑄《美人魚》
- 徐熙媛 《泡沫美人魚》
- μ's《Mermaid festa vol.1》
- 诺尔韦恩·勒鲁瓦(Nolwenn Leroy) 《Sixième Continent》
- EXO 《人魚的眼淚》
- 朱俐靜《美人魚》
- 周杰倫《美人魚》
- Gfriend 《Mermaid》
- 臉紅的思春期 《Mermaid》
- 邱鋒澤 《人魚》
- LE SSERAFIM 《The Great Mermaid》

### 電影與遊戲
- 《神鬼奇航4：幽靈海》（2011年）
- 《聖麒麟傳說》（Sudsakorn）（2007年）
- 《美人魚蓝玉》（2006年）
- 《哈利波特－火盃的考驗》（2005年）
- 《怒海嬌娃》（2003年）
- 《人魚傳說》（Phra Aphai Mani）（2002年）
- 《終極人魚島》（2001年）
- 《小飛俠彼得潘》 （2003年）
- 《第六感奇緣之人魚傳說》（1994年）
- 《下水道的美人魚》（ザ・ギニーピッグ マンホールの中の人魚）（1988年）
- 《完美世界》（人魚傳說）（2006年）
- 《天堂》
- 《聖女之歌》
- 《新神奇傳說3》西珐
- 《魔喚精靈》遊戲裡的水屬性精靈瑪姆
- 《卡巴拉島》
- 《希望online》
- 《飄流幻境》
- 《美少女夢工廠》第2集、第5集
- 《鯉魚精》
- 《美人魚的天堂》
- 《美人魚》（Splash）
- 《藍海美人》
- 《人魚帝國》
- 《東方輝針城》遊戲裡的角色 若鷺姬。
- 《人魚沼》RPG GAME
- 《美人魚》（2016年，周星馳執導電影）。
- 《日月人魚：國王的女兒》
- 《墮落人魚》
- 手機遊戲《陰陽師 Onmyoji》遊戲裡的角色 八百比丘尼因誤食人魚肉而永生不死,鯉魚精和椒圖被設定成人魚的造型,2020年出場的新式神鈴鹿御前與千姬也是人魚族。
- 《藍色海洋的傳說》（2016年）中的沈清、世華，由全智賢飾演。
- 《魅惑人魚姬》
- 《新魔法美人魚》
- 《聖劍同盟》
- 《闇影詩章》遊戲中2個龍族的從者
- 《孤島人魚》
- 《白貓project》
- 《怪物彈珠》
- 《人鱼传说》钟丽缇(1994年电影)
- 《青春美人鱼》
- 《真實美人魚：科學的假設（英语：Mermaids: The Body Found）》（2012年）
- 《洛克人9 野心的復活！！》八大頭目之中的人魚女（又譯水花女）為人魚造型
- 《戀與深空》遊戲裡的角色 祁煜。
- 《王者荣耀》朵莉亞

## 外部連結
- 塞壬之鄉 人魚起源神話與傳說
- 傳奇生物名冊 神話、傳說、奇幻生物大全
- 亞特蘭提斯的人魚
- 人魚傳說：希臘、北歐、英國、亞洲、南歐人魚傳說